# Freitascapillaria maxillosa
Genre
Espèce
Synonymes
- Capillaria maxillosa Vaz & Pereira, 1934[1] (protonyme)
- Pseudocapillaria nuda Mendonça, 1963[2]

Freitascapillaria maxillosa, unique représentant du genre Freitascapillaria, est une espèce de nématodes de la famille des Capillariidae. Elle est parasite de poissons.

## Description
Le stichosome est constitué d'une unique rangée de stichocytes. Chez le mâle, l'extrémité postérieure est arrondie et élargie sur les côtés mais est dépourvue de palettes caudales contrairement à d'autres Capillariidae. L'ouverture cloacale est située sur l'extrémité du corps. Le spicule est supposé absent, mais il est probable qu'un spicule très petit et peu sclérifié existe. La femelle n'a pas d'appendice vulvaire.

## Hôtes
Freitascapillaria maxillosa parasite l'estomac et les cæca pyloriques du Dourado (Salminus maxillosus).

## Taxonomie
L'espèce est décrite en 1934 par Zeferino Vaz et Clemente Pereira, sous le protonyme de Capillaria maxillosa, d'après des spécimens prélevés dans l'estomac du Dourado. En 1963, J. Machado de Mendonça décrit une nouvelle espèce trouvée dans les cæca pyloriques du même poisson sous le nom de Pseudocapillaria nuda, qui est ensuite synonymisé avec F. maxillosa. En 1982, le parasitologiste tchèque František Moravec révise la famille des Capillariidae et propose de placer l'espèce de Vaz et Pereira dans un nouveau genre monotypique, Freitascapillaria, dédié à João Ferreira Teixeira de Freitas.